# Charles-François Toustain
Charles-François Toustain (13. října 1700 – 1. července 1754) byl francouzský historik, člen benediktinské kongregace svatého Maura. Je připomínán pro svou vědeckou práci, kterou vykonal společně se svým maurínským spolubratrem René-Prosperem Tassinem (1697–1777).

## Život
Charles-François Toustain se narodil 13. října 1700 ve významné rodině v Repas v diecézi Séez. Dne 20. července 1718 složil řeholní sliby benediktinského řádu v opatství Jumièges. Po absolvování filozofického a teologického kurzu v opatství Fécamp byl poslán do kláštera Bonne-Nouvelle v Rouenu, aby se naučil hebrejsky a řecky. Současně studoval italštinu, angličtinu, němčinu a nizozemštinu, aby byl schopen porozumět autorům v těchto jazycích.
Na kněze nebyl vysvěcen až do roku 1729, a poté pouze na výslovný příkaz svého představeného. Mši svatou sloužil vždy s velkými obavami a až po dlouhé přípravě. V roce 1730 vstoupil do opatství svatého Ouena v Rouenu a později odešel do opatství Saint-Germain-des-Pres a do opatství Blancs-Manteaux, obou nacházejících se v Paříži.
Jeho teologické názory inklinovaly k jansenismu.
Toustain zemřel 1. července 1754 v opatství Saint-Denis během své mléčné kúry. Své tělo vyčerpal půstem a asketickými praktikami.

## Vědecké dílo

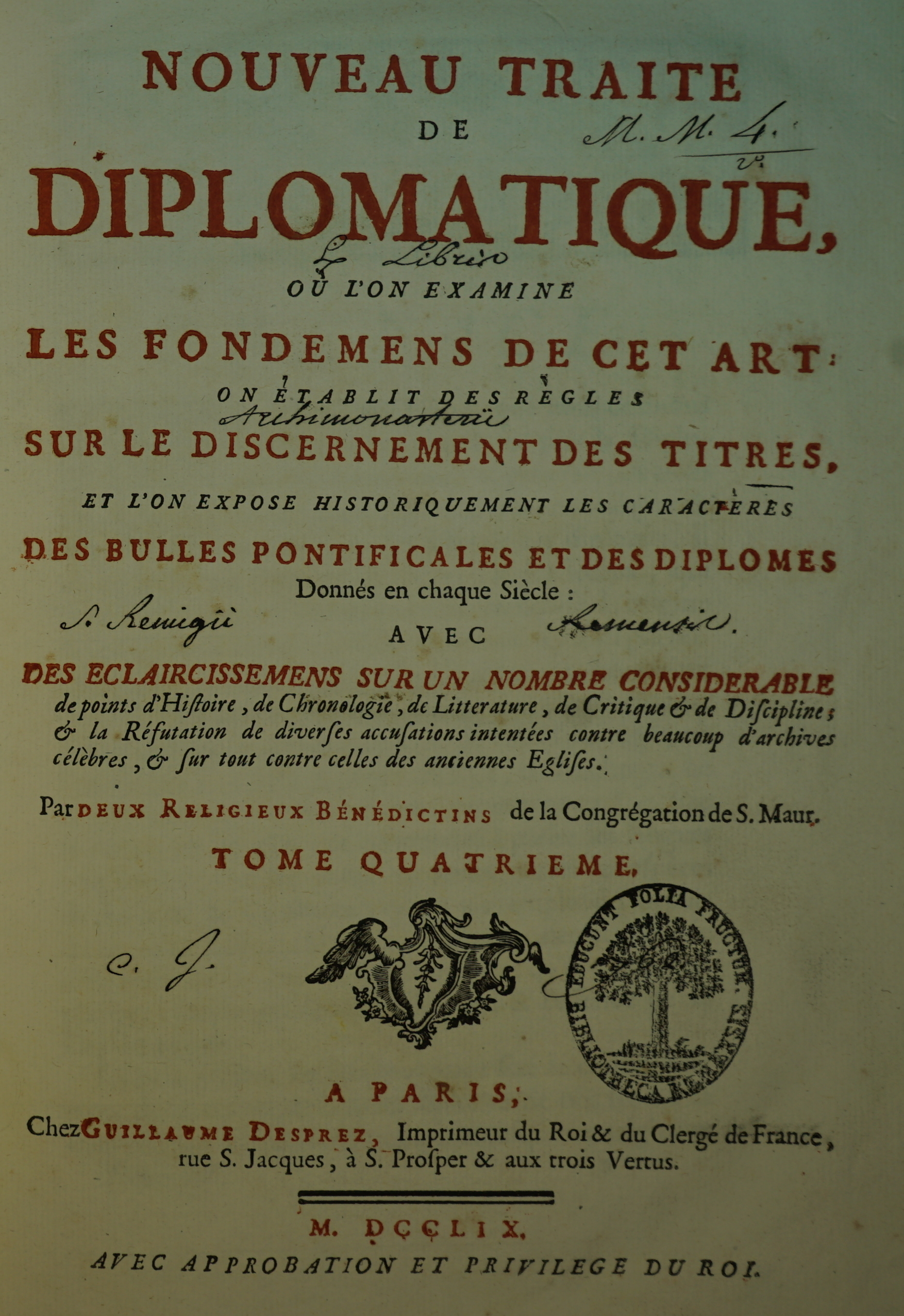
Titulní strana 4. dílu Tassinova a Toustainova Nouveau traité de diplomatique (1759)

Jako učenec se Toustain stal velmi uznávaným. Dvacet let pracoval se svým kolegou-mauristou René-Prosperem Tassinem na vydávání děl byzantsko-řeckého mnicha Theodorise Studijského. Díla nikdy nebyla vytištěna, protože se nepodařilo najít vydavatele. Dalším společným projektem obou autorů bylo jejich stěžejní dílo Nouveau traité de diplomatique (6 svazků, 1750-1765), v němž se podrobněji a důkladněji věnovali tématům obsaženým ve velkém díle Jeana Mabillona (1632–1707) De re diplomatica libri VI. Toustainova a Tassinova práce se stala základem moderní diplomatiky.
Mezi Toustainovými osobními spisy jsou obecně zajímavé tyto: La vérité persécutée par l'erreur (2 svazky, 1733), sbírka spisů církevních otců o pronásledování v prvních osmi stoletích; a "L'authorité de miracles dans l'Église" (bez datace), ve kterém vykládá názor svatého Augustina. Tassin dosvědčuje, že byl horlivý ve svých povinnostech, skromný a upřímně věřící.